# Millencourt-en-Ponthieu
Millencourt-en-Ponthieu är en kommun i departementet Somme i regionen Hauts-de-France i norra Frankrike. Kommunen ligger i kantonen Nouvion som tillhör arrondissementet Abbeville. År 2022 hade Millencourt-en-Ponthieu 343 invånare.

## Befolkningsutveckling
Antalet invånare i kommunen Millencourt-en-Ponthieu
| Referens: INSEE |